# 短毛百里香
短毛百里香（学名：Thymus curtus）为唇形科百里香属的植物。分布于俄罗斯以及中国大陆的黑龙江等地，常生于砾石山坡上，目前尚未由人工引种栽培。